# 叶年央
叶 年央（かのう としお、1949年3月19日 - ）は、日本の俳優、声優。劇団NLTに所属していた。

## 出演作品

### テレビドラマ
- 秘密戦隊ゴレンジャー
  - 第8話「黒い恐怖! 殺しの毒牙」（1975年） - スネークセンター職員
  - 第73話「黒いつむじ風!! 勝負だ! 一直線」（1976年） - イーグル隊員
- 男たちの旅路（1976年）
- 俺たちの旅（1976年）
- 別れて生きる時も（1978年）
- 重婚（1983年）
- 新ハングマン（1983年）
- 山河燃ゆ（1984年） - 馬場一等兵
- 事件記者チャボ!（1984年） - 週刊誌記者

### 舞台
- ホテルZOO（1981年）

### テレビアニメ
1975年
- 草原の少女ローラ（サンタクロース）
- フランダースの犬（受付係）

1977年
- 氷河戦士ガイスラッガー
- ルパン三世 (TV第2シリーズ)（1978年 - 1980年）

1979年
- ベルサイユのばら（試合の見物人B、貴族、召使い[要出典]）

1983年
- スペースコブラ

### 吹き替え
- 宇宙戦争
- ガス燈 ※テレビ朝日版
- テンプルちゃんの小公女（ウィッカム卿）
- マイ・フェア・レディ（フレディ・アインスフド=ヒル）※テレビ朝日版